# Curcan
Curcanul (Meleagris gallopavo) este o pasăre de talie mare, originară din America (SUA, Mexic), domesticită deja în timpul aztecilor, care a fost adusă în Europa de om cu peste 400 de ani în urmă. Curcanul face parte din familia Phasianidae.

## Morfologie, mod de viață
Masculul are coloritul mai viu al penajului, care este negru cu reflexe metalice arămii și verzui. Capul și gâtul sunt de culoare roșie, nefiind acoperite de pene. Masculul are deasupra ciocului o cută (pliu) de piele roșie. Este o specie poligamă, un mascul având de regulă 3–4 femele. Un curcan adult poate atinge înălțimea de 1 m și o greutate de 10 kg. Femelele sunt mai mici (90 cm) cu o greutate de 4 kg.
În timpul împerecherii culoarea pielii capului și gâtului devin un albastru și roșu aprins, masculul desfășurând coada în formă de evantai.
Curcanul este o pasăre scurmătoare.

## Răspândire
Pasărea mai trăiește în formă sălbatică în pădurile din America, arealul ei fiind sudul Canadei, SUA până în Mexicul de Nord. În formă sălbatică trăiește în 3 provincii canadiene, 49 de state din SUA și 6 state mexicane. Adusă de om, forma sălbatică trăiește și în Australia și Noua Zeelandă. Nu trăiește în Alaska și Hawaii.

## Ziua Recunoștinței
Curcanul este unul dintre felurile principale la masa de Ziua Recunoștinței, sărbătoare care se ține în a patra zi de joi din noiembrie (SUA), respectiv în a doua luni din octombrie (Canada).